# Uloborus pictus
Uloborus pictus är en spindelart som beskrevs av Tamerlan Thorell 1898. Uloborus pictus ingår i släktet Uloborus och familjen krusnätsspindlar.
Artens utbredningsområde är Myanmar. Inga underarter finns listade i Catalogue of Life.